# Łukawica (Lubaczów)
Pour les articles homonymes, voir Łukawica.
Łukawica est une localité polonaise de la gmina de Narol, située dans le powiat de Lubaczów en voïvodie des Basses-Carpates.